# هنري مينيزيس
هنري مينيزيس (30 أبريل 1964 - ) هو لاعب كرة قدم هندي في مركز حراسة المرمى.